# Brook Park (Minnesota)
Brook Park è un comune degli Stati Uniti d'America, situato nello Stato del Minnesota, nella Contea di Pine.